# Faldi (cognome)
Faldi è un cognome di lingua italiana.

## Varianti
Baruffaldi, Falda, Faldella, Faldelli, Faldini, Faldo, Ruffaldi.

## Origine e diffusione
Il cognome è tipicamente toscano.
Potrebbe derivare dal prenome Faldo, derivato a sua volta dai prenomi medioevali Baruffaldo e Ruffaldo.

## Persone
- Arturo Faldi – pittore italiano
- Giovanni Battista Falda - incisore italiano